# Olympische Sommerspiele 1984/Leichtathletik – Kugelstoßen (Frauen)

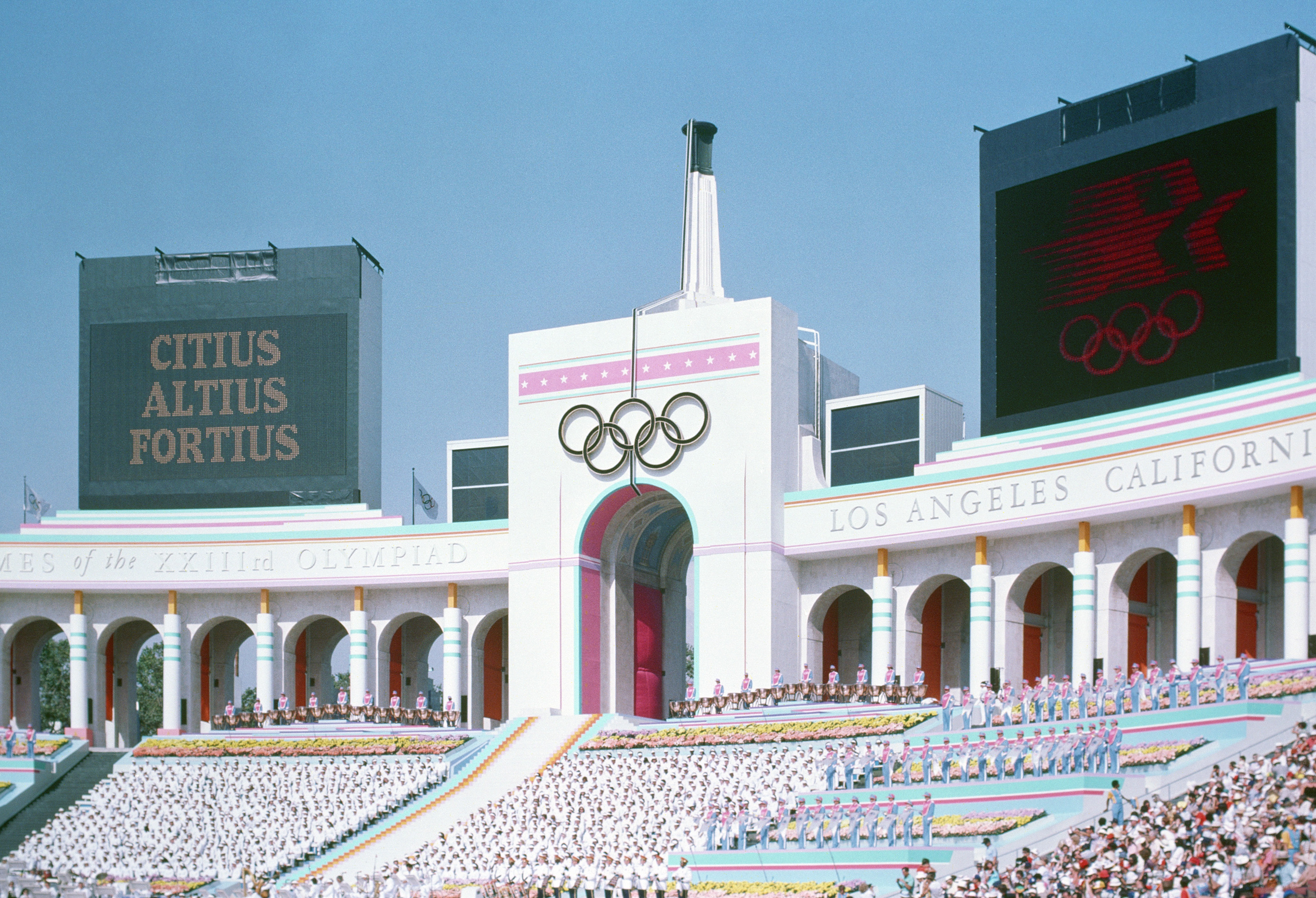
Blick auf das Eingangstor des Los Angeles Memorial Coliseum

Das Kugelstoßen der Frauen bei den Olympischen Spielen 1984 in Los Angeles wurde am 3. August 1984 im Los Angeles Memorial Coliseum ausgetragen. Dreizehn Athletinnen nahmen teil.
Olympiasiegerin wurde Claudia Losch aus der Bundesrepublik Deutschland. Sie gewann vor der Rumänin Mihaela Loghin und der Australierin Gael Martin.
Athletinnen aus der Schweiz, Österreich und Liechtenstein nahmen nicht teil. Athletinnen aus der DDR waren wegen des Olympiaboykotts ebenfalls nicht dabei.

## Aktuelle Titelträgerinnen
| Olympiasiegerin 1980                       | Ilona Slupianek ( DDR)                 | 22,41 m | Moskau 1980   |
| Weltmeisterin 1983                         | Helena Fibingerová ( Tschechoslowakei) | 21,05 m | Helsinki 1983 |
| Europameisterin 1982                       | Ilona Slupianek ( DDR)                 | 21,59 m | Athen 1982    |
| Panamerikanische Meisterin 1983            | María Elena Sarría ( Kuba)             | 19,34 m | Caracas 1983  |
| Zentralamerika- und Karibik-Meisterin 1983 | Marcelina Rodríguez ( Kuba)            | 17,00 m | Havanna 1983  |
| Südamerika-Meisterin 1983                  | Maria Fernandes ( Brasilien)           | 15,01 m | Santa Fe 1983 |
| Asienmeisterin 1983                        | Lu Cheng ( Volksrepublik China)        | 17,38 m | Kuwait 1983   |
| Afrikameisterin 1982                       | Odette Mistoul ( Gabun)                | 14,21 m | Kairo 1982    |

## Bestehende Rekorde
| Weltrekord         | 22,53 m | Natalja Lissowskaja ( Sowjetunion) | Sotschi, Sowjetunion (heute Russland)          | 27. Mai 1984  |
| Olympischer Rekord | 22,41 m | Ilona Slupianek ( DDR)             | Finale OS Moskau, Sowjetunion (heute Russland) | 24. Juli 1980 |

Der bestehende olympische Rekord wurde bei diesen Spielen nicht erreicht. Der weiteste Stoß gelang Olympiasiegerin Claudia Losch mit 20,48 m in ihrem sechsten Versuch im Finale. Damit blieb sie 1,93 m unter dem Olympia- und 2,05 m unter dem Weltrekord.

## Qualifikation
Da nur dreizehn Athletinnen teilnahmen, wurde auf eine Qualifikationsrunde verzichtet. Die Athletinnen begannen gleich mit dem Finale.

## Legende
Kurze Übersicht zur Bedeutung der Symbolik – so üblicherweise auch in sonstigen Veröffentlichungen verwendet:
| x | ungültig |

## Finale
Datum: 3. August 1984
| Platz | Name                 | Nation              | 1. Versuch | 2. Versuch | 3. Versuch | 4. Versuch                                  | 5. Versuch                                  | 6. Versuch                                  | Endresultat |
| ----- | -------------------- | ------------------- | ---------- | ---------- | ---------- | ------------------------------------------- | ------------------------------------------- | ------------------------------------------- | ----------- |
| 1     | Claudia Losch        | BR Deutschland      | 19,97 m    | 20,31 m    | 19,33 m    | 20,06 m                                     | 19,96 m                                     | 20,48 m                                     | 20,48 m     |
| 2     | Mihaela Loghin       | Rumänien            | 19,67 m    | 19,73 m    | 19,95 m    | 20,47 m                                     | 20,25 m                                     | 20,09 m                                     | 20,47 m     |
| 3     | Gael Martin          | Australien          | 18,10 m    | 19,19 m    | 18,75 m    | 18,53 m                                     | x                                           | 18,34 m                                     | 19,19 m     |
| 4     | Judy Oakes           | Großbritannien      | 18,14 m    | 17,76 m    | 18,01 m    | 18,08 m                                     | x                                           | 17,81 m                                     | 18,14 m     |
| 5     | Li Meisu             | Volksrepublik China | 17,37 m    | x          | 17,44 m    | 17,96 m                                     | 17,61 m                                     | 17,19 m                                     | 17,96 m     |
| 6     | Venissa Head         | Großbritannien      | x          | 17,90 m    | x          | 17,37 m                                     | 15,59 m                                     | 16,40 m                                     | 17,90 m     |
| 7     | Carol Cady           | USA                 | 17,22 m    | 17,23 m    | 17,10 m    | 16,83 m                                     | 16,32 m                                     | 17,19 m                                     | 17,23 m     |
| 8     | Florența Crăciunescu | Rumänien            | 16,62 m    | 17,23 m    | 17,10 m    | 16,45 m                                     | x                                           | 17,05 m                                     | 17,23 m     |
|       |                      |                     |            |            |            |                                             |                                             |                                             |             |
| 9     | Lorna Griffin        | USA                 | 15,87 m    | 16,08 m    | 17,00 m    | nicht im Finale der besten acht Athletinnen | nicht im Finale der besten acht Athletinnen | nicht im Finale der besten acht Athletinnen | 17,00 m     |
| 10    | Yang Yanqin          | Volksrepublik China | 16,76 m    | 16,97 m    | 16,46 m    | nicht im Finale der besten acht Athletinnen | nicht im Finale der besten acht Athletinnen | nicht im Finale der besten acht Athletinnen | 16,97 m     |
| 11    | Ramona Pagel         | USA                 | 16,06 m    | 15,69 m    | 15,90 m    | nicht im Finale der besten acht Athletinnen | nicht im Finale der besten acht Athletinnen | nicht im Finale der besten acht Athletinnen | 16,06 m     |
| 12    | Carmen Ionesco       | Kanada              | 14,92 m    | 15,25 m    | 14,96 m    | nicht im Finale der besten acht Athletinnen | nicht im Finale der besten acht Athletinnen | nicht im Finale der besten acht Athletinnen | 15,25 m     |
| 13    | Odette Mistoul       | Gabun               | 14,39 m    | x          | 14,59 m    | nicht im Finale der besten acht Athletinnen | nicht im Finale der besten acht Athletinnen | nicht im Finale der besten acht Athletinnen | 14,59 m     |

Im Finale starteten dreizehn Athletinnen, unter ihnen drei US-Amerikanerinnen, zwei Chinesinnen, zwei Rumäninnen und zwei Britinnen. Hinzu kamen jeweils eine Athletin aus der Bundesrepublik Deutschland, Kanada, Australien und Gabun. Nach drei Durchgängen wurden den besten acht Teilnehmerinnen drei weitere Versuche zugestanden.
Der Olympiaboykott verhinderte die Teilnahme der Topathletinnen aus dem Ostblock und der DDR. So waren die Olympiasiegerin von 1980 Ilona Slupianek aus der DDR, die sowjetische Weltrekordlerin Natalja Lissowskaja und die tschechoslowakische Weltmeisterin von 1983 Helena Fibingerová nicht dabei. Zahlreiche weitere hochkarätige Athletinnen aus den Boykottstaaten fehlten darüber hinaus. Das schmälerte diesen Wettbewerb ganz erheblich. Eine Favoritin war in dem verbliebenen Starterfeld schwer auszumachen.
Die Bundesdeutsche Claudia Losch übernahm im ersten Versuch mit für sie sehr guten 19,97 m die Führung vor der Rumänin Mihaela Loghin, die 19,67 m weit stieß. Beide verbesserten sich im zweiten Versuch: 20,31 m für Losch und 19,73 m für Loghin. Die Australierin Gael Martin hatte sich mit 19,19 m auf Platz drei vorgearbeitet. In Runde drei verbesserte sich Loghin noch einmal auf 19,95 m, was die Reihenfolge nicht veränderte. Mit ihrem vierten Stoß, in dem sie 20,47 m erzielte, zog die Rumänin an Losch vorbei. Doch im letzten Durchgang konterte Losch noch einmal. Sie stieß 20,48 m und so gewann Claudia Losch mit einem Zentimeter Vorsprung vor Mihaela Loghin die Goldmedaille. Dritte wurde Gael Martin mit ihrer Weite von 19,19 m aus dem dritten Versuch.
Bedingt durch das Fehlen der weltbesten Kugelstoßerinnen war das Niveau deutlich schwächer als bei den großen Meisterschaften der letzten Jahre, aber zwei Athletinnen gelangen mehrmals Weiten über die 20-Meter-Marke und eine weitere Sportlerin übertraf neunzehn Meter. Das Resultat war jedenfalls besser als erwartet.
Für alle Medaillengewinnerinnen war es die jeweils erste Medaille ihres Landes im Kugelstoßen der Frauen.

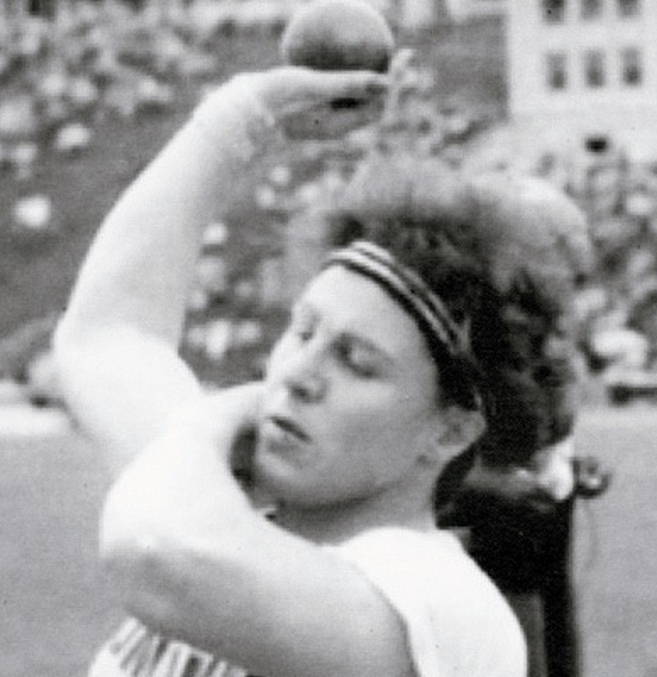
Silbermedaillengewinnerin Mihaela Loghin
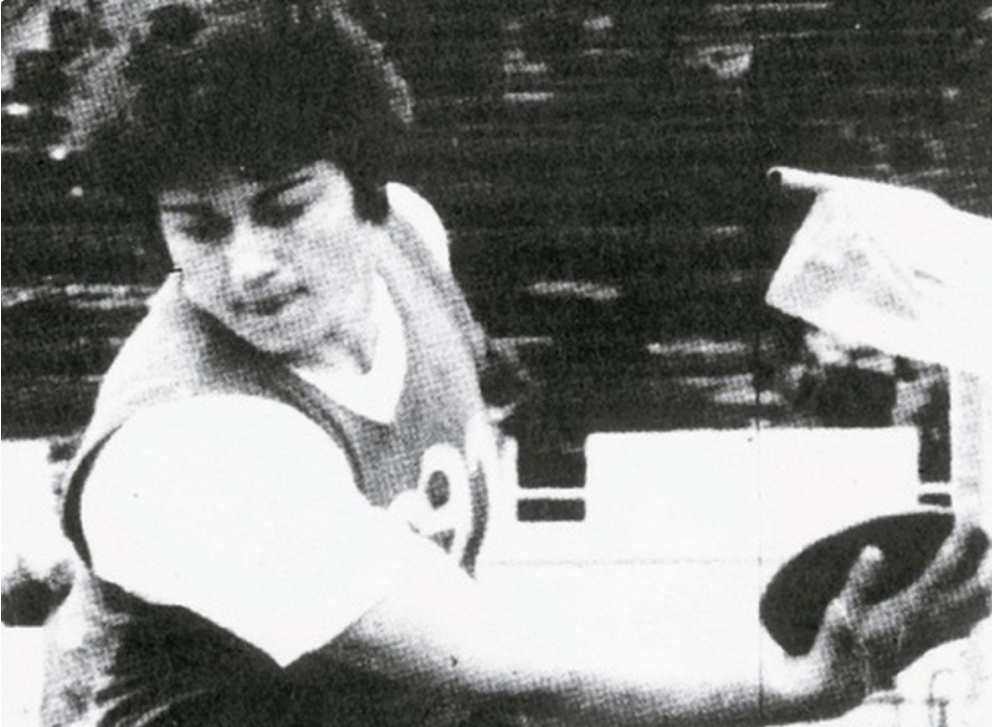
Florența Crăciunescu (hier beim Diskuswurf) erreichte Platz acht

## Videolinks
- Olympics - 1984 - L A Games - Track & Field - Womens Shot Put Final Throw - FRG Claudia Losch - Gold, youtube.com, abgerufen am 16. November 2021
- Claudia Losch 20.48m LA Olympics 1984, youtube.com, abgerufen am 15. Januar 2018
- Mihaela Loghin Shot Put LA Olympics 1984 20.47m, youtube.com, abgerufen am 15. Januar 2018